# Herbert Van de Sompel

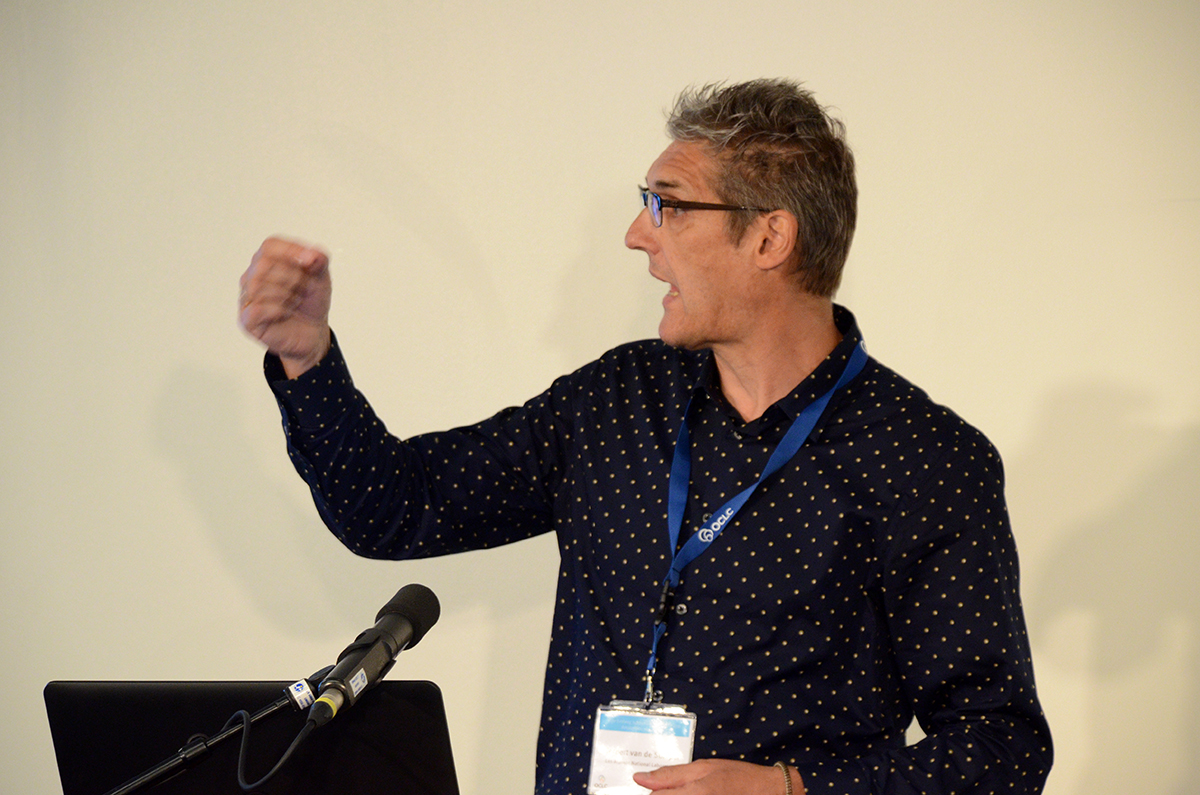
Herbert Van de Sompel spricht auf dem Evolving Scholarly Record and Evolving Stewardship Ecosystem workshop in Amsterdam

Herbert Van de Sompel (geb. 20. März 1957 in Gent, Belgien) ist ein belgischer Bibliothekar, Informatiker und Musiker, der vor allem für seine Rolle bei der Entwicklung der Open Archives Initiative (OAI) bekannt ist und Standards wie OpenURL, Open Archival Information System und das OAI-Protokoll für Metadatenernte.

## Karriere
Herbert van de Sompel wurde am 20. März 1957 in Gent, Belgien, geboren. In seiner Dissertation im Jahr 2000 entwickelte er die Idee einer kontextsensitiven und dynamischen Verknüpfung wissenschaftlicher Informationen. In dieser Arbeit erdachte er die Konzepte, die dem OpenURL-Framework für die offene Referenzverknüpfung in der webbasierten wissenschaftlichen Informationsumgebung zugrunde liegen. Das OpenURL-Framework von Herbert van de Sompel ermöglichte die Entwicklung von Software, die als Link-Resolver bekannt sind. Der Resolver nimmt  Metadaten als Quelle und versuchen, den vollständigen Text zu finden. Link Resolver-Webdienste sind in akademischen Bibliotheken weit verbreitet.
Seine Doktorarbeit und die spätere Entwicklung des OpenURL-Standards führten zur Entwicklung und Vermarktung des SFX Link Resolver und einer Reihe von Produkten für Bibliotheken, die diesen von Herbert van de Sompel entwickelten Ansatz verwenden.
2006 wurde Herbert van de Sompel von der SPARC (Scholarly Publishing and Academic Resources Coalition) zum ersten Empfänger des SPARC Innovator Award für den Aufbau der Open Archives Initiative (OAI) und des Open Reference Linking Framework (OpenURL) benannt. 2017 erhielt Herbert van de Sompel den Paul Evan Peters Award von der Coalition for Networked Information (CNI).
Von 2002 bis Ende 2018 war Herbert van de Sompel in der Forschungsbibliothek des Los Alamos National Laboratory tätig, unter anderem als Leiter des Forschungs- und Prototyping-Teams für digitale Bibliotheken. Bemerkenswerte Arbeit enthält das Memento-Projekt, das den Zugriff auf archivierte Webinhalte so einfach wie den Besuch aktueller Webseiten machen soll. Seit 2019 ist er Chief Innovation Officer für Datenarchivierung und vernetzte Dienste (DANS) in den Niederlanden.
Obwohl Van de Sompel vor allem für seine Arbeit als Informatiker bekannt ist, machte er in seinem früheren Leben auch Musik, darunter zwei Alben, „Unploughed“ und „Not a Festschrift-Geschnitzte Figuren“, mit seiner Gruppe Young Farmers Claim Future.